# Mühlenviertel (Wertheim)
Mühlenviertel ist ein auf der Gemarkung der Kernstadt Wertheim aufgegangener Wohnplatz im Main-Tauber-Kreis in Baden-Württemberg.

## Geschichte
Vor Ort befand sich eine historische Mühle an der Tauber. Der Standort des Stadtrates befindet sich seit jeher im Mühlenviertel. Schon im Jahre 1324 war dies im Schultheiß- und Ratssiegel als Symbol des Mühleisens zu sehen.
Der Wohnplatz ist im 20. Jahrhundert in der Kernstadt Wertheim aufgegangen.

## Kulturdenkmale
Kulturdenkmale in der Nähe des Wohnplatzes sind in der Liste der Kulturdenkmale in Wertheim verzeichnet.

## Verkehr
Der Ort ist über die L 506 (Mühlenstraße) zu erreichen.